# Йоргос Меркіс
Йоргос Меркіс (грец. Γιώργος Μερκής, нар. 30 липня 1984, Лімасол) — кіпрський футболіст, захисник клубу «Аполлон».
Виступав, зокрема, за клуб «Аполлон», а також національну збірну Кіпру.

## Клубна кар'єра
Народився 30 липня 1984 року в місті Лімасол. Вихованець футбольної школи клубу «Аполлон». Дорослу футбольну кар'єру розпочав 2001 року в основній команді того ж клубу, кольори якої захищає й донині.

## Виступи за збірну
У 2006 році дебютував в офіційних матчах у складі національної збірної Кіпру. Наразі провів у формі головної команди країни 30 матчів, забивши 1 гол.
| Дата       | Місто      | Господарі  | Результат | Гості      | Турнір                       | Голи | Примітки |
| ---------- | ---------- | ---------- | --------- | ---------- | ---------------------------- | ---- | -------- |
| 1-3-2006   | Лімасол    | Кіпр       | 2 – 0     | Вірменія   | CYP International Tournament | -    |          |
| 3-3-2010   | Ларнака    | Кіпр       | 0 – 0     | Ісландія   | товариський матч             | -    |          |
| 11-8-2010  | Ларнака    | Кіпр       | 1 – 0     | Андорра    | товариський матч             | -    |          |
| 3-9-2010   | Гімарайш   | Португалія | 4 – 4     | Кіпр       | Відбір до ЧЄ 2012            | -    |          |
| 8-10-2010  | Ларнака    | Кіпр       | 1 – 2     | Норвегія   | Відбір до ЧЄ 2012            | -    |          |
| 12-10-2010 | Копенгаген | Данія      | 2 – 0     | Кіпр       | Відбір до ЧЄ 2012            | -    |          |
| 16-11-2010 | Амман      | Йорданія   | 0 – 0     | Кіпр       | товариський матч             | -    |          |
| 8-2-2011   | Нікосія    | Кіпр       | 0 – 2     | Швеція     | товариський матч             | -    |          |
| 26-3-2011  | Нікосія    | Кіпр       | 0 – 0     | Ісландія   | Відбір до ЧЄ 2012            | -    |          |
| 29-3-2011  | Ларнака    | Кіпр       | 0 – 1     | Болгарія   | товариський матч             | -    |          |
| 10-8-2011  | Нікосія    | Кіпр       | 3 – 2     | Молдова    | товариський матч             | -    |          |
| 2-9-2011   | Нікосія    | Кіпр       | 0 – 4     | Португалія | Відбір до ЧЄ 2012            | -    |          |
| 6-9-2011   | Рейк'явік  | Ісландія   | 1 – 0     | Кіпр       | Відбір до ЧЄ 2012            | -    |          |
| 7-10-2011  | Нікосія    | Кіпр       | 1 – 4     | Данія      | Відбір до ЧЄ 2012            | -    |          |
| 11-10-2011 | Осло       | Норвегія   | 3 – 1     | Кіпр       | Відбір до ЧЄ 2012            | -    |          |
| Усього     |            | Матчів     | 15        |            | Голів                        | 0    |          |

## Досягнення
- Чемпіон Кіпру (5):

«Аполлон»: 2005-06
АПОЕЛ: 2015-16, 2016-17, 2017-18, 2018-19
- Володар Кубка Кіпру (2):

«Аполлон»: 2009-10, 2012-13
- Володар Суперкубка Кіпру (2):

«Аполлон»: 2006
АПОЕЛ: 2019